# 일간워스트
일간워스트는 일간베스트 저장소를 풍자하기 위해 개설된 사이트로 알려져 있으나, 개발자 이준행이 트위터에서 트위터리안들의 농담성 트윗을 보고 개설한 커뮤니티 사이트이다.

## 역사
2013년 12월 28일 충격 고로케의 운영자가 "일간워스트"(약칭 일워)라는 사이트를 공개했다. 일워는 일베의 패러디 사이트로서 주로 사용하는 문체인'~노(盧)'체를 비틀어,'~농'(農)체, '닭' 체를 사용한다. 또한 일베와 달리 존댓말을 기본으로 한다. 개설한 직후 20분 뒤 사람이 몰려 서버를 교체하였다.
또 다른 특징으로는 일간워스트에 활동하는 네티즌들을 농부라고 칭하며 게시판을 밭이라고 칭하며, 어뷰징 유저 차단 장치인 방충망(농약, 트롤밭) 시스템이 있다.
사이트가 개설되자 일베 회원들은 게시판 도배 및 DDoS로 일워를 공격하였다.
12월 30일 일워는 일시적으로 '불법·유해 정보(사이트)에 대한 차단 안내' 창이 뜨며 차단되었지만 곧 해제되었다. 운영자는 디도스 공격 때문에 잠시 차단한 것이라 밝혔다. 일간워스트는 화제가 되면서 사칭 SNS도 등장하였다. 결국 일워는 사이트를 옮기며 실명게시판만 운영했다. 진중권은 12월 30일 자신의 트위터에 일워가 재개장한다면 가입하고 은밀하게 활동할 생각이라고 말했다.

## 가면무도회
개장 초기, 일간워스트 농민들이 새벽 시간대에 닉네임을 버락 오바마, 블라디미르 푸틴 등으로 바꾸면서 컨셉놀이를 하던 것에서 유래되었고, 현재는 가면무도회 전용 밭이 따로 오픈하였다. 밤 11시부터 새벽 3시까지만 한시적으로 허용된다.